# Неренштеттен
Неренштеттен (нем. Nerenstetten) — община в Германии, в земле Баден-Вюртемберг. 
Подчиняется административному округу Тюбинген. Входит в состав района Альб-Дунай.  Население составляет 342 человека (на 31 декабря 2010 года). Занимает площадь 6,09 км².
Коммуна подразделяется на 2 сельских округа.